# نهر موسى
نهر موسى من أنهار بغداد القديمة في الجانب الشرقي منها، يأخذ ماؤه من نهر بين إلى أن يصل إلى قصر المعتضد بالله المعروف بقصر الثريا، فيدخل القصر ويدور فيه ويخرج منه ويصير إلى موضع يقال له مقسم الماء، فينقسم هناك إلى ثلاثة أنهار، يمر الأول منها إلى باب سوق الدواب ثم إلى دار البانوقة
 ويفنى هناك. وعندما يدخل بعضه باب سوق الدواب يمر إلى العلافين فيصب في نهر كان المعتضد حفره، ويمر شيء منه إلى باب سوق الغنم ثم إلى خندق العباس بباب المخرم ويبز في دجلة.
ويمر نهر موسى أيضاً إلى قنطرة الأنصار، فيحمل منه هناك ثلاثة أنهار، يصب أحدها في حوض الأنصار، والثاني في حوض هيلانة، والثالث في حوض داود، ويمر نهر موسى كذلك إلى قصر المعتصم بالله فيحمل منه هناك نهر يمر إلى سوق العطش في وسط شارع كرم المعرش، ويصب في دار علي بن محمد بن الفرات الوزير، ويفنى هناك.
كما يمر نهر موسى ملاصقاً لقصر المعتصم بالله إلى أن يخرج إلى شارع عمرو الرومي، ثم يدخل بستان الزاهر فيسقيه، ويصب في دجلة أسفل البستان. وماذكره ياقوت الحموي في معجمه، كان نهر موسى يأخذ من نهر بين إلى ان يصل قصر المعتضد المعروف بالثريا، ويسير إلى منقسم الماء، فينقسم إلى ثلاثة أنهار فيخترق محال الجانب الشرقي من بغداد أحدها (محلة) نهر المعلى. اما أبو الفرج بن الجوزي فيقول: وفي الجانب الشرقي نهر موسى يأخذ من نهر بين، ينقسم ثلاثة: نهر يمضي إلى الزاهر، والثاني باب بيبرز، ويدخل البلد من هناك ويسمى نهر المعلى، ويمر بين الدور إلى سوق الثلاثاء، ثم يدخل دار الخلافة، ويجري إلى دجلة. والثالث يمر إلى دار الخلافة أيضاً.